# Eduardo Pedemonte
Eduardo Junior Pedemonte (* 22. Juli 2003) ist ein guamischer Fußballspieler, der aktuell guamischer Nationalspieler ist.

## Karriere

### Verein
Pedemonte begann seine fußballerische Ausbildung im Fußballteam der South San Francisco High School, ehe er im Juli 2021 auf das City College in San Francisco wechselte und dort ebenfalls in der Fußballmannschaft aktiv ist.

### Nationalmannschaft
Pedemonte debütierte am 30. Mai 2021 in einem WM-Qualifikationsspiel gegen China, als er bereits in der ersten Spielhälfte in die Partie kam.